# Heliophanus kochii
Heliophanus kochii är en spindelart som beskrevs av Simon 1868. Heliophanus kochii ingår i släktet Heliophanus och familjen hoppspindlar. Inga underarter finns listade i Catalogue of Life.